# 高唐県 (山西省)
高唐県（こうとう-けん、中: 高唐縣）はかつて中国に存在した県。現在の中華人民共和国山西省呂梁市交口県北東部に相当する。
唐初に設置され、627年（貞観元年）に廃止された。